# ريتشارد تايلور (محامي)
ريتشارد تايلور (بالإنجليزية: Richard Taylor)‏ هو مؤلف ومحامي ومقدم تلفزيوني بريطاني، ولد في 1967.